# Lilabröstad amazon
Lilabröstad amazon (Amazona vinacea) är en starkt utrotningshotad papegojfågel som förekommer i Sydamerika.

## Utseende och läten
Lilabröstad amazon är en 30 cm lång, färgglad papgoja. Fjäderdräkten är lysande grön med mörka fjäderspetsar som ger den ett fjälligt utseende. På huvudet syns röd panna och tygel, ljusblå nacke och rosaröd näbb med gulare spets. Handpennorna är turkostonade och det finns en röd vingspegel. Stjärten är grön med rött längs in på de yttre stjärtpennorna. Bröstet har en lilabrun anstrykning som gett arten dess namn. Lätena beskrivs som ljusa och nasala "cráu" eller "rac-rac" eller ihåliga "créu" på sittplats.

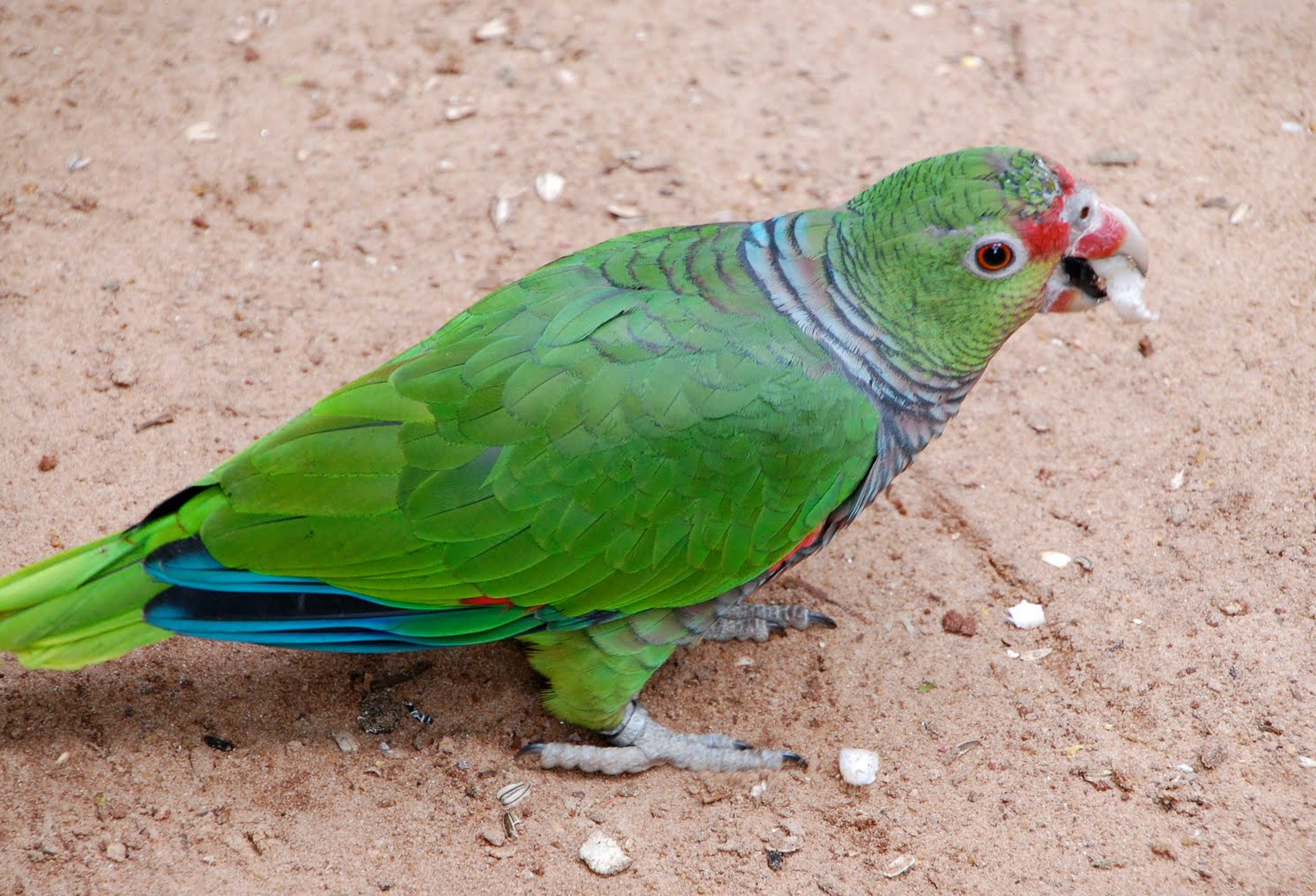
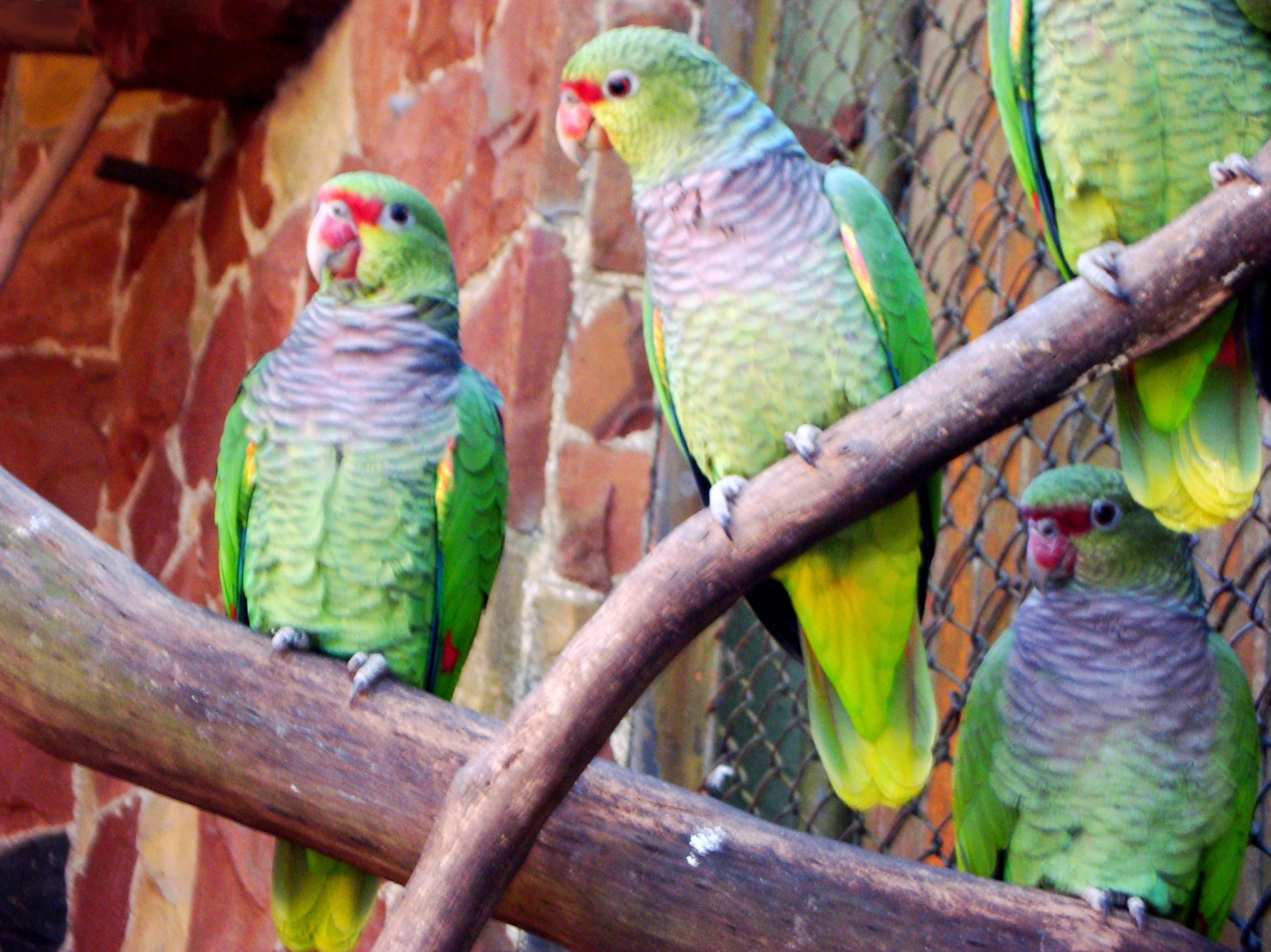

## Utbredning och status
Fågeln förekommer från östra Brasilien (Bahia) till östra Paraguay och norra Argentina. IUCN kategoriserar arten som starkt hotad.

## Taxonomi och namn
Lilabröstad amazon beskrevs taxonomiskt som art av Heinrich Kuhl 1820. Det vetenskapliga artnamnet vinacea betyder "vinfärgad". Släktesnamnet Amazona, och därmed det svenska gruppnamnet, kommer av att Georges-Louis Leclerc de Buffon kallade olika sorters papegojor från tropiska Amerika Amazone, helt enkelt för att de kom från området kring Amazonfloden. Ursprunget till flodens namn i sin tur är omtvistat. Den mest etablerade förklaringen kommer från när kvinnliga krigare attackerade en expedition på 1500-talet i området ledd av Francisco de Orellana. Han associerade då till amasoner, i grekisk mytologi en stam av iranska kvinnokrigare i Sarmatien i Skytien. Andra menar dock att namnet kommer från ett lokalt ord, amassona, som betyder "förstörare av båtar".